# Giro di Norvegia 2023
Il Giro di Norvegia 2023, dodicesima edizione della corsa e valevole come prova dell'UCI ProSeries 2023 categoria 2.Pro, si svolse con un prologo seguito da tre tappe, dal 26 al 29 maggio 2023, su un percorso di 409,5 km, con partenza da Bergen e arrivo a Stavanger, in Norvegia. La vittoria fu appannaggio del britannico Ben Tulett, il quale completò il percorso in 9h50'45", alla media di 45,523 km/h, precedendo lo statunitense Magnus Sheffield ed il belga Thibau Nys.

## Tappe
| Tappa  | Data      | Percorso              | km    | Vincitore di tappa | Leader cl. generale |
| ------ | --------- | --------------------- | ----- | ------------------ | ------------------- |
| Pr.    | 26 maggio | Bergen > Monte Fløyen | 7,4   | Ben Tulett         | Ben Tulett          |
| 1ª     | 27 maggio | Røldal > Hovden       | 85,2  | Mike Teunissen     | Ben Tulett          |
| 2ª     | 28 maggio | Valle > Stavanger     | 165,7 | Thibau Nys         | Ben Tulett          |
| 3ª     | 29 maggio | Stavanger > Stavanger | 151,2 | Alexander Kristoff | Ben Tulett          |
| Totale | Totale    | Totale                | 409,5 |                    |                     |

## Squadre e corridori partecipanti
| N.    | Cod. | Squadra                  |
| ----- | ---- | ------------------------ |
| 1-6   | ADC  | Alpecin-Deceuninck       |
| 11-16 | IGD  | Ineos Grenadiers         |
| 21-26 | BOH  | Bora-Hansgrohe           |
| 31-36 | EFE  | EF Education-EasyPost    |
| 41-46 | TJV  | Jumbo-Visma              |
| 51-56 | DSM  | Team DSM                 |
| 61-66 | TFS  | Trek-Segafredo           |
| 71-76 | IWC  | Intermarché-Circus-Wanty |
| 81-86 | UXT  | Uno-X Pro Cycling Team   |
| 91-96 | CJR  | Caja Rural-Seguros RGA   |

| N.      | Cod. | Squadra                           |
| ------- | ---- | --------------------------------- |
| 101-106 | GBF  | Green Project-BardianiCSF-Faizanè |
| 111-116 | HPM  | Human Powered Health              |
| 121-126 | Q35  | Q36.5 Pro Cycling Team            |
| 131-136 | TFB  | Team Flanders-Baloise             |
| 141-146 | TUD  | Tudor Pro Cycling Team            |
| 151-156 | LTP  | Leopard TOGT Pro Cycling          |
| 161-166 | SPC  | Saint Piran                       |
| 171-176 | TCR  | Team Coop - Repsol                |
| 181-186 | NOR  | Norvegia                          |

## Dettagli delle tappe

### Prologo
- 26 maggio: Bergen > Monte Fløyen – 7,4 km

Risultati
| Pos. | Corridore        | Squadra | Tempo  |
| ---- | ---------------- | ------- | ------ |
| 1    | Ben Tulett       | Ineos   | 14'28" |
| 2    | Magnus Sheffield | Ineos   | a 1"   |
| 3    | Attila Valter    | Jumbo   | a 20"  |

| Pos. | Corridore        | Squadra | Tempo  |
| ---- | ---------------- | ------- | ------ |
| 1    | Ben Tulett       | Ineos   | 14'28" |
| 2    | Magnus Sheffield | Ineos   | a 1"   |
| 3    | Attila Valter    | Jumbo   | a 20"  |

### 1ª tappa
- 27 maggio: Røldal > Hovden – 85,2 km

Risultati
| Pos. | Corridore        | Squadra     | Tempo    |
| ---- | ---------------- | ----------- | -------- |
| 1    | Mike Teunissen   | Intermarché | 1h58'30" |
| 2    | T. Lund Andresen | DSM         | s.t.     |
| 3    | Jordi Meeus      | Bora        | s.t.     |

| Pos. | Corridore        | Squadra | Tempo    |
| ---- | ---------------- | ------- | -------- |
| 1    | Ben Tulett       | Ineos   | 2h12'58" |
| 2    | Magnus Sheffield | Ineos   | a 1"     |
| 3    | Attila Valter    | Jumbo   | a 20"    |

### 2ª tappa
- 28 maggio: Valle > Stavanger – 165,7 km

Risultati
| Pos. | Corridore         | Squadra | Tempo    |
| ---- | ----------------- | ------- | -------- |
| 1    | Thibau Nys        | Trek    | 4h18'33" |
| 2    | Edward Planckaert | Alpecin | a 1"     |
| 3    | Ben Tulett        | Ineos   | s.t.     |

| Pos. | Corridore        | Squadra | Tempo    |
| ---- | ---------------- | ------- | -------- |
| 1    | Ben Tulett       | Ineos   | 6h31'28" |
| 2    | Magnus Sheffield | Ineos   | a 5"     |
| 3    | Thibau Nys       | Trek    | a 23"    |

### 3ª tappa
- 29 maggio: Stavanger > Stavanger – 151,2 km

Risultati
| Pos. | Corridore          | Squadra | Tempo    |
| ---- | ------------------ | ------- | -------- |
| 1    | Alexander Kristoff | Uno-X   | 3h19'17" |
| 2    | T. Lund Andresen   | DSM     | s.t.     |
| 3    | Jordi Meeus        | Bora    | s.t.     |

| Pos. | Corridore        | Squadra | Tempo    |
| ---- | ---------------- | ------- | -------- |
| 1    | Ben Tulett       | Ineos   | 9h50'45" |
| 2    | Magnus Sheffield | Ineos   | a 5"     |
| 3    | Thibau Nys       | Trek    | a 23"    |

## Evoluzione delle classifiche
| Tappa | Vincitore          | Classifica a generale Maglia arancione | Classifica a punti Maglia blu | Classifica scalatori Maglia a pois | Classifica giovani Maglia bianca | Classifica a squadre  |
| ----- | ------------------ | -------------------------------------- | ----------------------------- | ---------------------------------- | -------------------------------- | --------------------- |
| Prol. | Ben Tulett         | Ben Tulett                             | Ben Tulett                    | Ben Tulett                         | Ben Tulett                       | Ineos Grenadiers      |
| 1ª    | Mike Teunissen     | Ben Tulett                             | Magnus Sheffield              | Magnus Sheffield                   | Ben Tulett                       | Ineos Grenadiers      |
| 2ª    | Thibau Nys         | Ben Tulett                             | Thibau Nys                    | Joel Nicolau                       | Ben Tulett                       | Ineos Grenadiers      |
| 3ª    | Alexander Kristoff | Ben Tulett                             | Thibau Nys                    | Joel Nicolau                       | Ben Tulett                       | EF Education-EasyPost |
|       |                    | Ben Tulett                             | Thibau Nys                    | Joel Nicolau                       | Ben Tulett                       | EF Education-EasyPost |

Maglie indossate da altri ciclisti in caso di due o più maglie vinte
- Nella 1ª tappa Magnus Sheffield ha indossato la maglia blu al posto di Ben Tulett e Thibau Nys ha indossato quella a pois al posto di Ben Tulett.
- Nella 1ª e 2ª tappa Mathias Vacek ha indossato la maglia bianca la posto di Ben Tulett.
- Nella 2ª tappa Ådne Holter ha indossato la maglia a pois al posto di Magnus Sheffield.
- Nella 3ª tappa Magnus Sheffield ha indossato la maglia bianca la posto di Ben Tulett.

## Classifiche finali

### Classifica generale - Maglia arancione
| Pos. | Corridore         | Squadra     | Tempo    |
| ---- | ----------------- | ----------- | -------- |
| 1    | Ben Tulett        | Ineos       | 9h50'45" |
| 2    | Magnus Sheffield  | Ineos       | a 5"     |
| 3    | Thibau Nys        | Trek        | a 23"    |
| 4    | Attila Valter     | Jumbo       | a 24"    |
| 5    | Alexander Kamp    | Tudor       | a 30"    |
| 6    | Rune Herregodts   | Intermarché | a 31"    |
| 7    | Ådne Holter       | Uno-X       | s.t.     |
| 8    | Mathias Vacek     | Trek        | a 32"    |
| 9    | T. H. Johannessen | Uno-X       | a 33"    |
| 10   | Marco Brenner     | DSM         | a 36"    |

### Classifica a punti - Maglia blu
| Pos. | Corridore         | Squadra | Punti |
| ---- | ----------------- | ------- | ----- |
| 1    | Thibau Nys        | Trek    | 44    |
| 2    | T. Lund Andresen  | DSM     | 37    |
| 3    | T. H. Johannessen | Uno-X   | 32    |
| 4    | Jordi Meeus       | Bora    | 32    |
| 5    | Ben Tulett        | Ineos   | 30    |

### Classifica scalatori - Maglia a pois
| Pos. | Corridore           | Squadra    | Punti |
| ---- | ------------------- | ---------- | ----- |
| 1    | Joel Nicolau        | Caja Rural | 19    |
| 2    | Mathias Bregnhøj    | Leopard    | 15    |
| 3    | Torbjørn Andre Røed | Norvegia   | 13    |
| 4    | Mathias Vacek       | Trek       | 9     |
| 5    | Magnus Sheffield    | Ineos      | 9     |

### Classifica giovani - Maglia bianca
| Pos. | Corridore        | Squadra | Tempo    |
| ---- | ---------------- | ------- | -------- |
| 1    | Ben Tulett       | Ineos   | 9h50'45" |
| 2    | Magnus Sheffield | Ineos   | a 5"     |
| 3    | Thibau Nys       | Trek    | a 23"    |
| 4    | Mathias Vacek    | Trek    | a 32"    |
| 5    | Marco Brenner    | DSM     | a 36"    |

### Classifica a squadre
| Pos. | Squadra                | Tempo     |
| ---- | ---------------------- | --------- |
| 1    | EF Education-EasyPost  | 29h34'30" |
| 2    | Uno-X Pro Cycling Team | a 4"      |
| 3    | Ineos Grenadiers       | a 8"      |
| 4    | Team DSM               | a 12"     |
| 5    | Jumbo-Visma            | a 20"     |